# Budapest (Jethro Tull)
Budapest è una canzone del 1987 dei Jethro Tull, presente nell'album Crest of a Knave, composta da Ian Anderson.
Si tratta di uno dei pezzi più proposti dal vivo negli ultimi anni, probabilmente anche per il fatto che la canzone è la preferita da Ian Anderson, per sua stessa ammissione.
Dalla durata piuttosto considerevole (10 minuti circa) essa è stata ispirata allo stesso Anderson in occasione di un concerto realizzato appunto nella capitale ungherese Budapest nell'estate del 1986. Il giorno successivo, durante la colazione, Anderson notò una cameriera dal fisico piuttosto atletico e particolarmente alta, figura su cui si incentra l'intero brano.
Durante le esibizioni live ci sono alcune parti che differiscono notevolmente dalla versione realizzata in studio, soprattutto la parte centrale strumentale e quella finale.